# Die zerbrochene Puppe
Die zerbrochene Puppe ist ein deutsches Stummfilmlustspiel aus dem Jahre 1914 mit Albert Paulig und Manny Ziener in den Hauptrollen.

## Handlung
Ein Geschäftsdiener wird damit beauftragt, eine lebensgroße Modell-Puppe zu transportieren. Als sie ihm versehentlich entgleitet, geht sie kaputt und zerbricht in mehrere Teile. Seine Geliebte, die als Büglerin in einer Putzerei arbeitet, hat den rettenden Einfall, um dem Unglücksvogel zu helfen. Da die Puppe für ein Modegeschäft gedacht war und die Büglerin eine gewisse Ähnlichkeit mit ihr besitzt, begibt sie sich zunächst in den Modesalon und lässt sich anschließend kurzerhand auf einem Handwagen zu einem Kunden transportieren. Da sie dort über Nacht bleiben soll, beginnt die Büglerin in der Dunkelheit regelrecht zu spuken und sorgt dafür, dass in dieser turbulenten Nacht niemand mehr seine Ruhe findet. Am folgenden Morgen findet der Hausherr seine Puppe zerbrochen vor – es sind die Originalteile der kaputten Puppe. Kurz zuvor hatte der Geschäftsdiener seine Freundin, die Büglerin, kurzerhand wieder aus dem Haus entfernt.

## Produktionsnotizen
Die zerbrochene Puppe entstand wohl im Frühjahr 1914 und passierte im Mai 1914 die Filmzensur. Während eine erste deutsche Vorführung nicht vor dem 2. Oktober 1915 auszumachen ist, wurde Die zerbrochene Puppe bereits Anfang Dezember 1914 erstmals in Wien gezeigt.

## Kritik
„Der Scherz ist glänzend ausgenützt, gut gespielt und durch die ausgezeichnete Schlußpointe bis zum Ende unterhaltlich.“